# Storstrejken i Sverige 1909

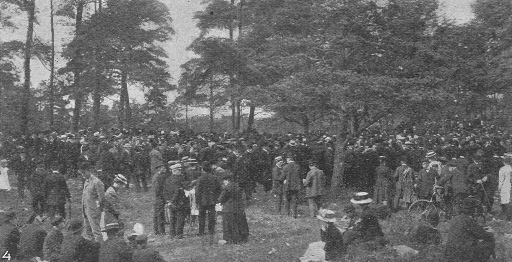
Storstrejksmöte i Hornsbergs hage.

Storstrejken i Sverige 1909 var en arbetsmarknadskonflikt som innefattade både strejk och lockout. Strejken startade 4 augusti 1909 och pågick exakt en månad. Vissa efterdyningar fanns dock kvar till den 13 november samma år, då SAF upphävde den sista kvarstående lockouten vid järnbruken. Den var de svenska arbetsmarknadsorganisationerna SAF:s och LO:s första stora arbetsmarknadskonflikt.

## Sammanhang

### Bakgrund
Den pågående lågkonjunkturen pressade många företag och SAF krävde därför lönesänkningar på vissa områden. För att få igenom sitt krav lockoutades i slutet av juli 80 000 anställda inom textil-, sågverks- och pappersmasseindustrin. Detta fick LO att svara med en strejk i vilken som mest omkring 300 000 arbetare deltog. Storstrejken skulle inte omfatta sjukvårdsarbete och ladugårdsskötsel, belysnings-, vatten- och renhållningsverk – en begränsning som dock inte helt följdes.

### Förlopp
I Stockholm började storstrejken vid trafikföretagen och utvidgade sig därefter nästan för var dag. För att sjuktransporter skulle kunna utföras tillhandahöll den socialdemokratiska ledningen frikort som skyddade den körande mot att bli betraktad som strejkbrytare. Men frikorten kom ur bruk i och med att polismyndigheterna ålade varje droskägare att inom en veckas tid efter strejkens början hålla en droska i trafik.
Efter hand sattes frivillig arbetskraft i gång på de viktigaste områden som berördes av storstrejken. Regeringen kunde upprätthålla ordningen, och det fanns från början en känsla av att våldsåtgärder inte skulle löna sig. Myndigheterna införde också, i enlighet med arbetarnas egna önskemål, spritförbud under den tid storstrejken pågick.
Strejkkassorna var små, och facket var efter en månad tvungna att successivt dra ner på strejkens omfattning, något som ledde till massavhopp av medlemmar. LO förlorade nästan hälften av sina medlemmar; några av dem gick med i det nybildade SAC, en syndikalistisk fackförening. Dessa menade att ledningen i LO hade skött strejken halvhjärtat och enbart inlett den för att stävja medlemmarnas mer radikala hållning. Arbetsgivarna tog även chansen att göra sig av med cirka 20 000 arbetare, vilket även det bidrog till massavhoppet från LO då arbetarna var tvungna att gå ur facket för att få tillbaka jobbet under pågående konflikt. Även utvandringen från Sverige ökade som en följd av strejken. Totalt varade strejken i drygt tre månader.
Storstrejken i Malmö varade mellan 4 augusti och 6 september. Dagstidningarna Sydsvenska dagbladet Snällposten och Arbetet rapporterade flitigt om strejken, hur stämningen var och vilka som anslutit till strejken och återgått till arbete. Tidningen Arbetet skrev om lockouter inom textilindustrin i juli 1909 och reaktionerna på dem i form av demonstrationståg och strejkmöten runtom i landet. I Malmö skrev Elma Danielsson om hur ett stort kvinnomöte hållits i Moriska paviljongen i Folkets Park, med kända talare och en hel orkester.

### Resultat
I omkring fyra veckor höll arbetarna ut med storstrejken. Därefter återgick de så småningom till arbetet. Många återfick dock inte de jobb de lämnat. Dessa hade nämligen under tiden tagits i besittning av andra. Lockouten och storstrejken beräknas ha kostat arbetsgivare och arbetare 60–70 miljoner kronor, och Socialdemokraternas medlemsantal sjönk under storstrejksåret från 1908 års siffra 140 000 till 62 000. Det dröjde tio år innan siffran kom upp över 100 000 igen.
Den svenska arbetarklassen var i ett europeiskt perspektiv välorganiserad både fackligt och politiskt. Ändå led arbetarsidan ett totalt nederlag. Skälen var flera. Lågkonjunkturen gjorde att exportföretagen satt på uppbyggda lager och att produktionen stod stilla blev därför mindre kännbart än om strejken kommit i högkonjunktur. Men även i distributionsledet misslyckades strejken. På LO-sidan diskuterades vilka grupper som skulle tas ut i strejk och vilka som skulle stå utanför. Resultatet blev en halvmesyr:
"Undantagen var på en gång för få och för många: för få för att hindra den liberala opinionen att skrämmas eller i ursinne gå över till högern och arbetsgivarna – främst på grund av typografstrejken, men också på grund av andra verkliga eller förmenta avtalsbrott. Samtidigt gjordes en undantag för mycket: järnvägsmännen." Lika viktiga som järnvägarna var hamnarna, från vilka utskeppningen av exportvaror fortsatte under strejken – och det trots att landets hamnarbetare också var i strejk. Lossning och lastning hålls igång med hjälp av sjömän bundna av sjölagen, förmän och strejkbrytare både från Sverige och utlandet.
Sett ur synpunkten att storstrejken var ett svar på en stor lockout blev den dock en i stort sett framgångsrikt förd försvarskamp för fackföreningsrörelsen. Visserligen förmådde arbetarna inte genomdriva sina lönekrav, men fackföreningarna hade på det hela taget bestått det avgörande eldprovet. Moraliskt sett blev det också något av en seger för arbetarna. Deras kamp följdes med livligt intresse av både arbetarna och andra samhällsklasser över hela världen. Det värdiga sätt som denna opinionsyttring genomfördes av nära 300 000 man tillvann den svenske arbetaren ökad aktning på många håll.